# الانتخابات الرئاسية الكورية الجنوبية 1992
الانتخابات الرئاسية الكورية الجنوبية 1992 هي انتخابات رئاسية ‏ جرت في 18 ديسمبر 1992، في كوريا الجنوبية، لانتخاب رئيس كوريا الجنوبية.
فاز بالانتخابات كم يونغ سام، وحصل على 9,977,332 صوتاً، وقد بلغت عدد الإصوات المشاركة في الانتخابات 24,095,170 صوتاً.

## المرشحين
| المرشح                       | الحزب | عدد الأصوات | عدد المقاعد |
| ---------------------------- | ----- | ----------- | ----------- |
| كم يونغ سام                  |       | 9,977,332   |             |
| كم داي جنغ                   |       | 8,041,284   |             |
| جيونغ جو-يونغ ‏               |       | 3,880,067   |             |
| Park Chan-jong (politician) ‏ |       | 1,516,047   |             |
| Paek Ki-wan ‏                 |       | 238,648     |             |
| Kim Ok-sun ‏                  |       | 86,292      |             |
| Lee Byeong-ho ‏               |       | 35,739      |             |
| Lee Jong-chan ‏               |       |             |             |